# Somatogyrus pygmaeus
Somatogyrus pygmaeus är en snäckart som beskrevs av Walker 1909. Somatogyrus pygmaeus ingår i släktet Somatogyrus och familjen tusensnäckor. IUCN kategoriserar arten globalt som akut hotad. Inga underarter finns listade i Catalogue of Life.